# Bustino
Bustino (1971-1997) est un cheval de course pur-sang anglais. Son plus grand fait d'armes est sa lutte avec Grundy dans l'édition 1975 des King George VI and Queen Elizabeth Stakes.

## Carrière de course
Acquis yearling pour 21 000 Guinées par Lady Beaverbrook, confié au grand entraîneur Dick Hern, Bustino connaît une saison de 2 ans pour le moins atypique : au lieu de faire ses débuts dans un maiden comme tout le monde, il se présente directement au départ d'un groupe 3, les Acomb Stakes. Il y court bien (il est troisième) et mal à la fois (il finit à 12 longueurs du vainqueur du jour) et... c'est tout. On ne le revoit plus de la saison. C'est donc une énigme qui réapparaît huit mois plus tard dans une préparatoire au Derby d'Epsom face à Snow Knight. Et il gagne. Puis remet ça deux semaines plus tard dans une autre préparatoire, devant Sin y Sin et à nouveau Snow Knight, et le voilà favori du Derby. Mais le jour J, le terrain est ferme et Bustino n'y semble pas vraiment à l'aise : il est quatrième et c'est Snow Knight, qu'il avait battu deux fois, qui s'impose. Le poulain est ensuite envoyé en France disputer le Grand Prix de Paris, où il s'incline face au champion stayer Sagaro, futur triple vainqueur de la Gold Cup. Il renoue avec la victoire fin août dans les Great Voltigeur Stakes en devançant English Prince, le lauréat de l'Irish Derby et conclut brillamment sa saison en gagnant ses galons classiques grâce à son succès dans le St. Leger de Doncaster.
De retour à 4 ans, Bustino s'impose d'emblée dans la Coronation Cup, semblant à l'aube d'une très belle saison. Le 26 juillet 1975, le voilà au départ des King George VI and Queen Elizabeth Stakes et le plateau est relevé : sont présents la championne française Dahlia, double tenante du titre, l'Irlando-Allemand Star Appeal, qui reste sur des victoires dans le Grand Prix de Milan et les Eclipse Stakes et finira l'année par un succès dans le Prix de l'Arc de Triomphe, la classique Dibidale (Oaks 1974) et le champion des 3 ans Grundy, monté par Pat Eddery. Grundy était un phénomène à 2 ans où il resta invaincu, et, cette année, il a été battu dans les 2000 Guinées par Bolkonski avant d'enchaîner les succès classiques dans les 2000 Guinées irlandaises, le Derby d'Epsom et l'Irish Derby. Autant dire qu'il est attendu pour sa première confrontation avec les chevaux d'âge, Bustino et Dahlia en tête. Bustino a deux leaders chargés de faire le train et d'user la pointe de vitesse de Grundy. Une fois que ceux-ci ont accompli leur mission à toute allure, Bustino, monté par son jockey de toujours Joe Mercer, prend résolument les commandes tandis que Grundy compte quatre longueurs de retard au début de la ligne droite. Pat Eddery lance alors son partenaire à la poursuite de Bustino, les autres sont loin, Grundy grignote son retard, revient à la hauteur du fuyard aux 200 mètres, prend la tête, mais Bustino refuse de céder, s'accroche, repart, reprend la tête, 50 mètres à faire, la lutte est furieuse, Grundy repasse devant et cette fois il va jusqu'au bout : une demi-longueur les sépare. Dahlia est troisième à cinq longueurs. Le record de la course est pulvérisé, 2'26"98, soit deux secondes et demi de moins que Supreme Court en 1951, et tiendra 35 ans jusqu'à Harbinger, sur un parcours modifié. Timeform décerne un énorme 137 à Grundy et 136 à Bustino. 
Le match Grundy/Bustino était sublime, mais il a laissé des traces et les héros sont fatigués. Grundy revient trois semaines plus tard et s'effondre dans la Benson & Hedge Gold Cup, terminant à 10 longueurs derrière Dahlia, Card King et Star Appeal, puis se retire de la compétition. Bustino, lui, ne reverra plus jamais un champ de courses. Alors qu'il se prépare pour tenter sa chance dans le Prix de l'Arc de Triomphe, il contracte une blessure et rejoint le haras. Dans leur livre A Century of Champions, John Randall et Tony Morris le classent Grundy à la 87e place de leur liste des meilleurs chevaux anglais et irlandais du 20e siècle, et à la 38e dans leur liste concernant les seuls chevaux britanniques. Mais il restera dans les mémoires pour le grand finale d'Ascot, une lutte si belle que The Observer, dans sa liste des dix plus belles courses du 20e siècle, attribue à cette édition 1975 des King George la deuxième place derrière le duel Omaha/Quashed dans la Gold Cup 1936.

### Résumé de carrière
| Date         | Hippodrome  | Pays        | Course                                  | Statut      | Distance    | Jockey      | Place       | Écart       | Vainqueur ou deuxième |
| 1973, 2 ans  | 1973, 2 ans | 1973, 2 ans | 1973, 2 ans                             | 1973, 2 ans | 1973, 2 ans | 1973, 2 ans | 1973, 2 ans | 1973, 2 ans | 1973, 2 ans           |
| ------------ | ----------- | ----------- | --------------------------------------- | ----------- | ----------- | ----------- | ----------- | ----------- | --------------------- |
| 21 août      | York        | Royaume-Uni | Acomb Stakes                            | Gr. 3       | 1 200 m     | Joe Mercer  | 3e / 10     | 12          | Consolatrix           |
| 1974, 3 ans  |             |             |                                         |             |             |             |             |             |                       |
| 27 avril     | Sandown     | Royaume-Uni | Classic Trial Stakes                    | Gr. 3       | 2 000 m     | Joe Mercer  | 1er / 9     | 1/2         | Snow Knight           |
| 11 mai       | Lingfield   | Royaume-Uni | Derby Trial Stakes                      | Gr. 3       | 2 300 m     | Joe Mercer  | 1er / 7     | 1           | Sin y Sin             |
| 5 juin       | Epsom       | Royaume-Uni | The Derby                               | Gr. 1       | 2 400 m     | Joe Mercer  | 4e / 18     | 3           | Snow Knight           |
| 30 juin      | Longchamp   | France      | Grand Prix de Paris                     | Gr. 1       | 3 100 m     | Joe Mercer  | 2e / 18     | 2           | Sagaro                |
| 21 août      | York        | Royaume-Uni | Great Voltigeur Stakes                  | Gr. 2       | 2 400 m     | Joe Mercer  | 1er / 3     | 4           | English Prince        |
| 14 septembre | Doncaster   | Royaume-Uni | St. Leger                               | Gr. 1       | 2 920 m     | Joe Mercer  | 1er / 10    | 3           | Giacometti            |
| 1975, 4 ans  |             |             |                                         |             |             |             |             |             |                       |
| 7 juin       | Epsom       | Royaume-Uni | Coronation Cup                          | Gr. 1       | 2 400 m     | Joe Mercer  | 1er / 6     | 1           | Ashmore               |
| 26 juillet   | Ascot       | Royaume-Uni | King George VI & Queen Elizabeth II St. | Gr. 1       | 2 400 m     | Joe Mercer  | 2e / 11     | 1/2         | Grundy                |

## Au haras
Syndiqué sur la base de £ 600 000, Bustino réussit très bien dans son second métier d'étalon, même si à la fin de sa carrière il est quelque peu délaissé au profit des courants de sang des omniprésent Northern Dancer ou Mr. Prospector. Il effectue sa dernière année de monte, en 1997, à £ 2 500. Parmi ses meilleurs produits, on peut citer Easter Sun (Coronation Cup), Paean (Gold Cup) ou Terimon (International Stakes). Mais Bustino fut surtout un excellent père de mères, obtenant dans ce domaine le titre de tête de liste en Angleterre et en Irlande en 1989. On lui doit ainsi Overplay, mère de Vintage Crop (Irish St. Leger et premier Européen à remporter la Melbourne Cup), Flying Fairy, mère de Desert Prince (Irish 2000 Guineas, Prix du Moulin de Longchamp, Queen Elizabeth II Stakes) ou Stufida, lauréate du Premio Lydia Tesio et deuxième mère du grand étalon Pivotal.  
Mais son chef-d’œuvre, fruit de son union avec la championne Highclere, est l'excellente Height of Fashion, invaincue et championne des 2 ans anglaises sous les couleurs de la Reine d'Angleterre, avant d'être vendue pour 1,5 million de livres au Cheikh Hamdan al Maktoum et de devenir une jument-base de l'élevage Shadwell, engendrant le crack Nashwan (2000 Guinées, Derby, Eclipse Stakes, King George), Unfuwain (2e des King George, 4e Prix de l'Arc de Triomphe), Nayef (Prince of Wales's Stakes, International Stakes, Dubaï Sheema Classic), tous trois étalons de premier plan, mais aussi Alwasmi (vainqueur d'un Groupe 3 en Angleterre, placé de Groupe 2 en Europe et aux États-Unis et 4e de l'Irish St Leger). Height of Fashion est en outre la deuxième mère de Ghanaati (1000 Guineas, Coronation Stakes), la troisième mère de Lahuhood (Flower Bowl Invitational Handicap, Breeders' Cup Filly & Mare Turf) et la cinquième mère du crack Baaeed, cheval de l'année en Europe en 2022 et du frère de celui-ci Hukum (Coronation Cup, King George). 
Bustino meurt à 26 ans, en octobre 1997.

## Origines
Le pedigree de Bustino est atypique et dépourvu des courants de sang dominants. Il est, avec Mtoto, le meilleur fils de Busted, cheval de l'année 1967 en Angleterre et cheval à la carrière singulière puisqu'il fut le leader d'entraînement du champion Royal Palace avant de se révéler pleinement pour son propre compte et d'enchaîner les victoires à l'été 1967 (Eclipse Stakes, King George, Prix Foy) qui en firent un des favoris d'un Prix de l'Arc de Triomphe auquel il dut finalement renoncer sur blessure. Côté maternel, les premières mères de Bustino sont des sans-grade, mais en remontant quatre générations on tombe sur Rose Red, la deuxième mère du grand stayer Alycidon. 

### Pedigree
| Origines de Bustino, mâle bai né en 1971 | Origines de Bustino, mâle bai né en 1971 | Origines de Bustino, mâle bai né en 1971 | Origines de Bustino, mâle bai né en 1971 |
| ---------------------------------------- | ---------------------------------------- | ---------------------------------------- | ---------------------------------------- |
| Père Busted 1963                         | Crepello 1954                            | Donatello                                | Blenheim                                 |
| Père Busted 1963                         | Crepello 1954                            | Donatello                                | Delleana                                 |
| Père Busted 1963                         | Crepello 1954                            | Crepuscule                               | Mieuxce                                  |
| Père Busted 1963                         | Crepello 1954                            | Crepuscule                               | Red Sunset                               |
| Père Busted 1963                         | Sans le Sou 1957                         | Vimy                                     | Wild Risk                                |
| Père Busted 1963                         | Sans le Sou 1957                         | Vimy                                     | Mimi                                     |
| Père Busted 1963                         | Sans le Sou 1957                         | Martial Loan                             | Court Martial                            |
| Père Busted 1963                         | Sans le Sou 1957                         | Martial Loan                             | Loan                                     |
| Mère Ship Yard 1963                      | Doutelle 1954                            | Prince Chevalier                         | Prince Rose                              |
| Mère Ship Yard 1963                      | Doutelle 1954                            | Prince Chevalier                         | Chevalerie                               |
| Mère Ship Yard 1963                      | Doutelle 1954                            | Above Board                              | Straight Deal                            |
| Mère Ship Yard 1963                      | Doutelle 1954                            | Above Board                              | Feola                                    |
| Mère Ship Yard 1963                      | Paving Stone 1946                        | Fairway                                  | Phalaris                                 |
| Mère Ship Yard 1963                      | Paving Stone 1946                        | Fairway                                  | Scapa Flow                               |
| Mère Ship Yard 1963                      | Paving Stone 1946                        | Rosetta                                  | Kantar                                   |
| Mère Ship Yard 1963                      | Paving Stone 1946                        | Rosetta                                  | Rose Red (Famille 1-w)                   |